# Canton de Saint-Péray
Le canton de Saint-Péray est une ancienne division administrative française située dans le département de l'Ardèche et la région Rhône-Alpes.
Ce canton fut dissous en 2015 et ses communes ont intégré les cantons de Guilherand-Granges, de Lamastre et de La Voulte-sur-Rhône.

## Géographie
Ce canton était organisé autour de la commune de Saint-Péray dans l'arrondissement de Tournon-sur-Rhône. Son altitude variait de 98 m (Cornas) à 774 m (Alboussière) pour une altitude moyenne de 331 m.

## Représentation

### Conseillers généraux de 1833 à 2015
| Période | Période          | Identité                              | Étiquette         | Qualité |
| ------- | ---------------- | ------------------------------------- | ----------------- | --- |
| 1833    | 1848             | Louis Balthazar Dubay Baron de Boffre |                   | Chef de Bataillon, commandant le Premier Bataillon de la Garde Nationale de la Légion de l'Arrondissement de Privas (1815-1818) Propriétaire - Maire de Saint-Péray (1801-1815) |
| 1848    | 1858             | Jules de Barjac                       |                   | Propriétaire et juge de paix à Cornas |
| 1858    | 1868             | Honoré Ferdinand Malet                |                   | Négociant, maire de Saint-Péray |
| 1868    | 1904 (décès)     | Oscar Soubeyran de Saint-Prix         | Rad.              | Négociant - Maire de Saint-Péray Sénateur (1892-1903) Président du Conseil Général                                                                                              |
| 1904    | 1927 (démission) | Jules Bouvat                          | Rad.              | Médecin - Maire de Saint-Péray |
| 1927    | 1928             | Marcel Astier                         | Rad.ind.          | Médecin - Maire de Soyons Député (1924-1928) Sénateur (1939-1945) |
| 1928    | 1934             | Emile Palayer                         | URD               | Docteur en médecine à Saint-Péray |
| 1934    | 1940             | Marc Bouvat                           | Rad.              | Médecin - Maire de Saint-Péray (1929-1962) |
|         |                  |                                       |                   | |
| 1945    | 1962 (décès)     | Marc Bouvat                           | Rad.-RGR          | Médecin - Maire de Saint-Péray (1929-1962) |
| 1962    | 1976             | Gérard Mallen                         | RI                | Courtier en assurances Maire de Saint-Péray (1964-1995) Conseiller régional |
| 1976    | 1982             | Robert Charra                         | PS                | Conseiller pédagogique, Guilherand-Granges |
| 1982    | 2001             | Henri-Jean Arnaud                     | RPR               | Chef de clinique Maire de Guilherand-Granges (1971-2008) Député-suppléant de Régis Perbet puis Député (1992-1997)                                                               |
| 2001    | 2015             | Jacques Dubay                         | DVD puis UDI (NC) | Commerçant - Maire d'Alboussière (1995-2014) Maire de Saint-Péray depuis 2014                                                                                                   |

### Conseillers d'arrondissement (de 1833 à 1940)
| Période                                  | Période      | Identité                         | Étiquette       | Qualité |
| ---------------------------------------- | ------------ | -------------------------------- | --------------- | --- |
| 1833                                     |              | M. Delys-Laurent                 |                 | Maire de Saint-Didier                                                                                       |
|                                          |              |                                  |                 | |
| 1889                                     | 1901         | Henry Delys                      | Républicain     | Maire d'Alboussière                                                                                         |
| 1901                                     | 1928 (décès) | Adolphe-Samuel Barde (1848-1928) | Radical puis RG | Propriétaire-rentier, maire de Saint-Sylvestre (1892-?)                                                     |
| 1928                                     | 1934 (décès) | Henri Valayer (1865-1934)        | Radical         | Négociant, maire d'Alboussière                                                                              |
| 1937                                     | 1940         | Élie Badel (1874-1962)           | Radical         | Pharmacien, maire de Toulaud                                                                                |
| 1940                                     |              |                                  |                 | Les conseils d'arrondissement ont été suspendus par la loi du 12 octobre 1940 et n'ont jamais été réactivés |
| Les données manquantes sont à compléter. |              |                                  |                 | |

## Composition

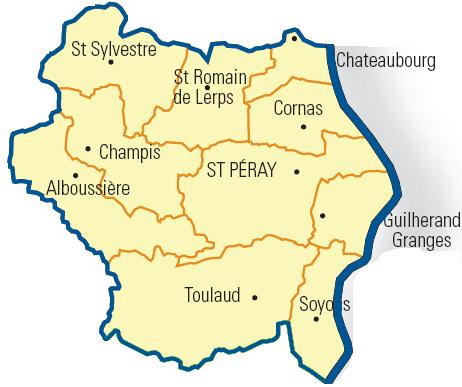
Carte du canton découpé en communes

Le canton de Saint-Péray regroupait dix communes. C'était le canton le plus peuplé de l'Ardèche.
| Nom                     | Code Insee | Intercommunalité | Superficie (km2) | Population (dernière pop. légale) | Densité (hab./km2) |
| ----------------------- | ---------- | ---------------- | ---------------- | --------------------------------- | ------------------ |
| Saint-Péray (chef-lieu) | 07281      | CC Rhône Crussol | 24,05            | 7 494 (2014)                      | 312                |
| Alboussière             | 07007      | CC Rhône Crussol | 18,39            | 1 059 (2014)                      | 58                 |
| Champis                 | 07052      | CC Rhône Crussol | 16,34            | 610 (2014)                        | 37                 |
| Châteaubourg            | 07059      | CC Rhône Crussol | 4,27             | 230 (2014)                        | 54                 |
| Cornas                  | 07070      | CC Rhône Crussol | 8,33             | 2 228 (2014)                      | 267                |
| Guilherand-Granges      | 07102      | CC Rhône Crussol | 6,55             | 10 841 (2014)                     | 1 655              |
| Saint-Romain-de-Lerps   | 07293      | CC Rhône Crussol | 14,14            | 827 (2014)                        | 58                 |
| Saint-Sylvestre         | 07297      | CC Rhône Crussol | 15,16            | 498 (2014)                        | 33                 |
| Soyons                  | 07316      | CC Rhône Crussol | 7,90             | 2 143 (2014)                      | 271                |
| Toulaud                 | 07323      | CC Rhône Crussol | 34,73            | 1 671 (2014)                      | 48                 |

## Démographie
| 1962   | 1968   | 1975   | 1982   | 1990   | 1999   | 2006   | 2011   | 2012   |
| ------ | ------ | ------ | ------ | ------ | ------ | ------ | ------ | ------ |
| 12 025 | 15 240 | 17 968 | 20 387 | 23 441 | 24 805 | 26 405 | 27 352 | 27 294 |